# Abborrtjärnen (Ockelbo socken, Gästrikland, 676875-152719)
Abborrtjärnen är en sjö i Ockelbo kommun i Gästrikland och ingår i Testeboåns huvudavrinningsområde.